# Turnu Măgurele
Turnu Măgurele (rumænsk udtale: [ˌturnu məɡuˈrele]) er en by i distriktet Teleorman i Rumænien, i den historiske region Muntenien. Byen, der har  19.597 (2021) indbyggere, har udviklet sig i nærheden af det sted, hvor der i middelalderen lå en havn ved Turnu, og den ligger nordøst for sammenløbet mellem Olt-floden og Donau, i udkanten af den Rumænske slette.
Den første dokumenterede omtale af byen findes i et diplom udstedt af Sigismund af Luxemburg, konge af Ungarn, i anledning af de kampe, der blev udkæmpet her i 1394. Fæstningen tilhørte Det Osmanniske Rige med mellemrum mellem år 1417-1829, idet den var en torkisk raya.  Efter Den russisk-tyrkiske krig (1828-1829) blev byen  som følge af Adrianopel-traktaten en del af Valakiet. Efter 1829 blev lokaliteten flyttet til en nærliggende bakke, nær lokaliteterne Odaia og Măgurele, og fæstningen blev revet ned. Fra 1839 var den residens for Teleorman-distriktet indtil 1950 og igen fra 1952 til 1968, hvor den efter den administrative omorganisering mistede status som amtsresidens til fordel for byen Alexandria.
Efter revolutionen i 1989 havde kommunen en kraftig tilbagegang som følge af sammenbruddet af industrielle og økonomiske aktiviteter og folkevandringen til de større byer såvel som til andre europæiske stater.

## Geografi
En færge sejler over Donau til den Bulgarske by Nikopol. Der er nogle rester af en Romersk bro over Donau, som blev bygget i 330 af Konstantin den Store. Den er bygget på Donau-sletten i et frugtbart område kaldet Burnas-sletten.4 km} sydvest fra den løber floden Olt ud i Donau. Dens middelhøjde er 31 moh.